# Fysingens naturreservat
Fysingens naturreservat är ett naturreservat i Sigtuna kommun i Stockholms län. Området är naturskyddat sedan 1984 och är 184 hektar stort. Reservatet ligger vid nordvästra stranden av Fysingen.

## Ändamålet med reservatet
Reservatet har bildats för att bevara värdefulla åsområden och fågelbiotoper samt att bevara ett gammalt kulturlandskap med en vacker landskapsbild. Man har även haft för avsikt att öka tillgängligheten till området.

## Landskapet
Reservatet omfattar våtmarker, odlad mark och en del av Stockholmsåsen. Rullstensåsen höjer sig upp till 20 meter över det i övrigt platta landskapet. På åsen finns i reservatets norra del en av landets största gravhögar - Nordians hög - som är 50 meter bred och 12 meter hög. Inom reservatet växer på åsen tall-, gran- och blandskog.

## Djurlivet
Strandängarna öster om Ströms Gård är fågelskyddsområde med tillträdesförbud mellan 1 april och 15 juli. Vattenbufflar betar sommartid i reservatet och deras förmåga att ta sig fram i sankmarker har gynnat insekter och groddjur och därmed även många fåglar. Antalet observerade fågelarter har därefter stadigt ökat. Även highland cattle hjälper till att hålla strandängarna öppna.
Häckande fågelarter är bland andra skedand, skäggdopping, kanadagås, sångsvan, kattuggla och hornuggla. Reservatet och sjön Fysingen är även viktiga för flyttfåglar under vår och höst och besöks av många änder, vadare, skrakar, gäss och svanar. Ett fågeltorn har byggts i vasskanten dit man kan ta sig via en lång spång.

## Miljöbilder

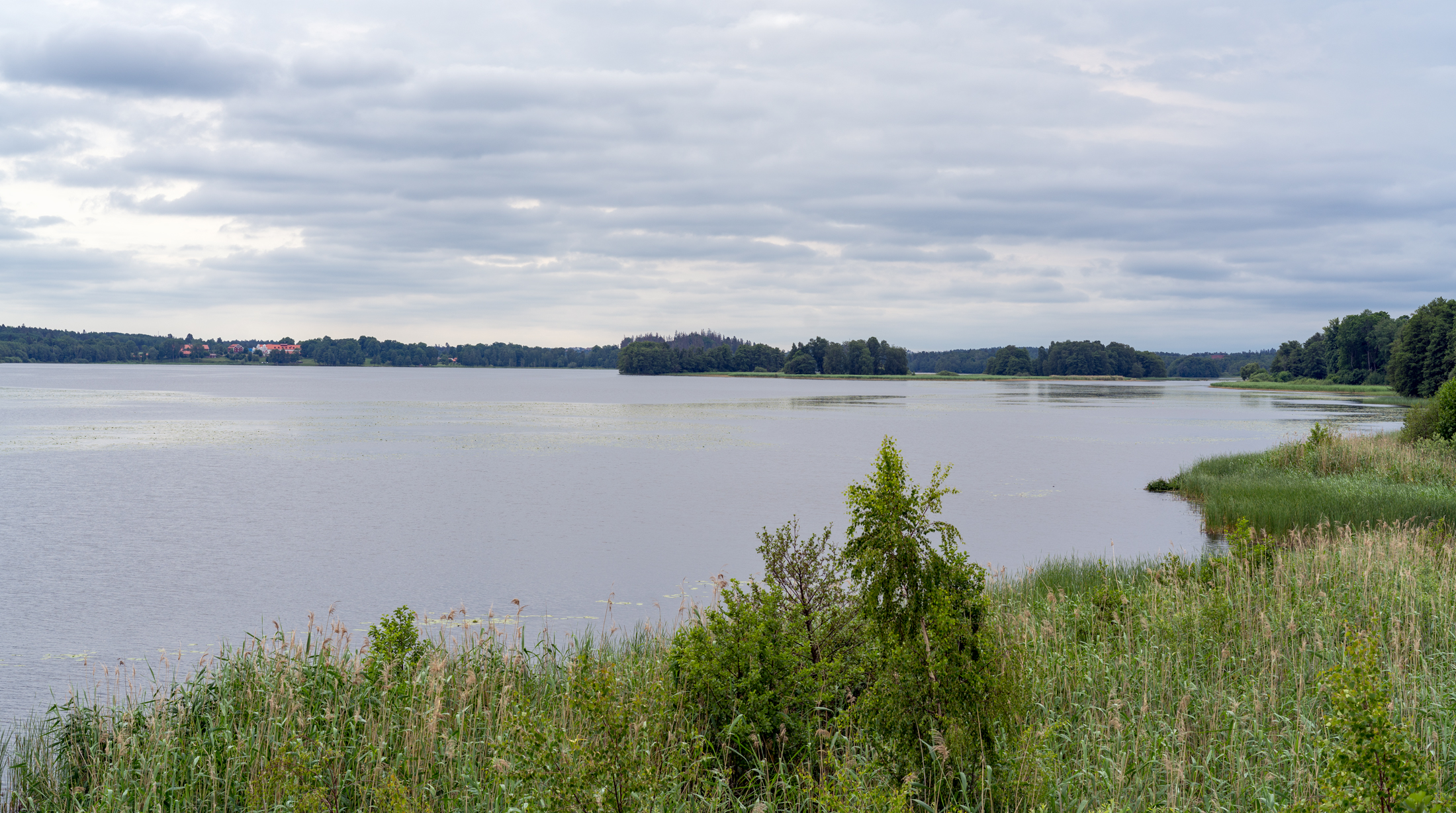
Vy mot söder från fågeltornet.
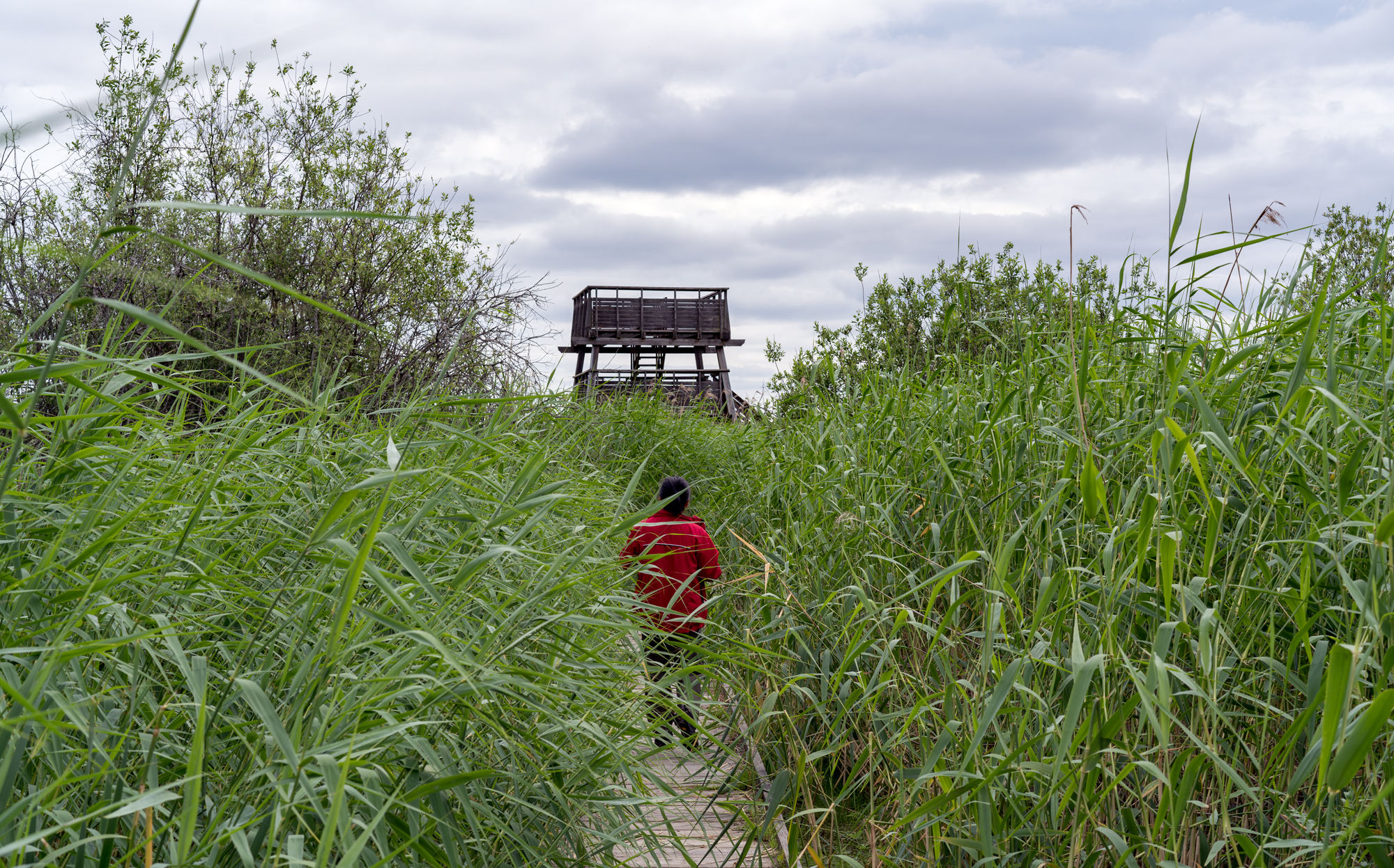
På väg till fågeltornet.
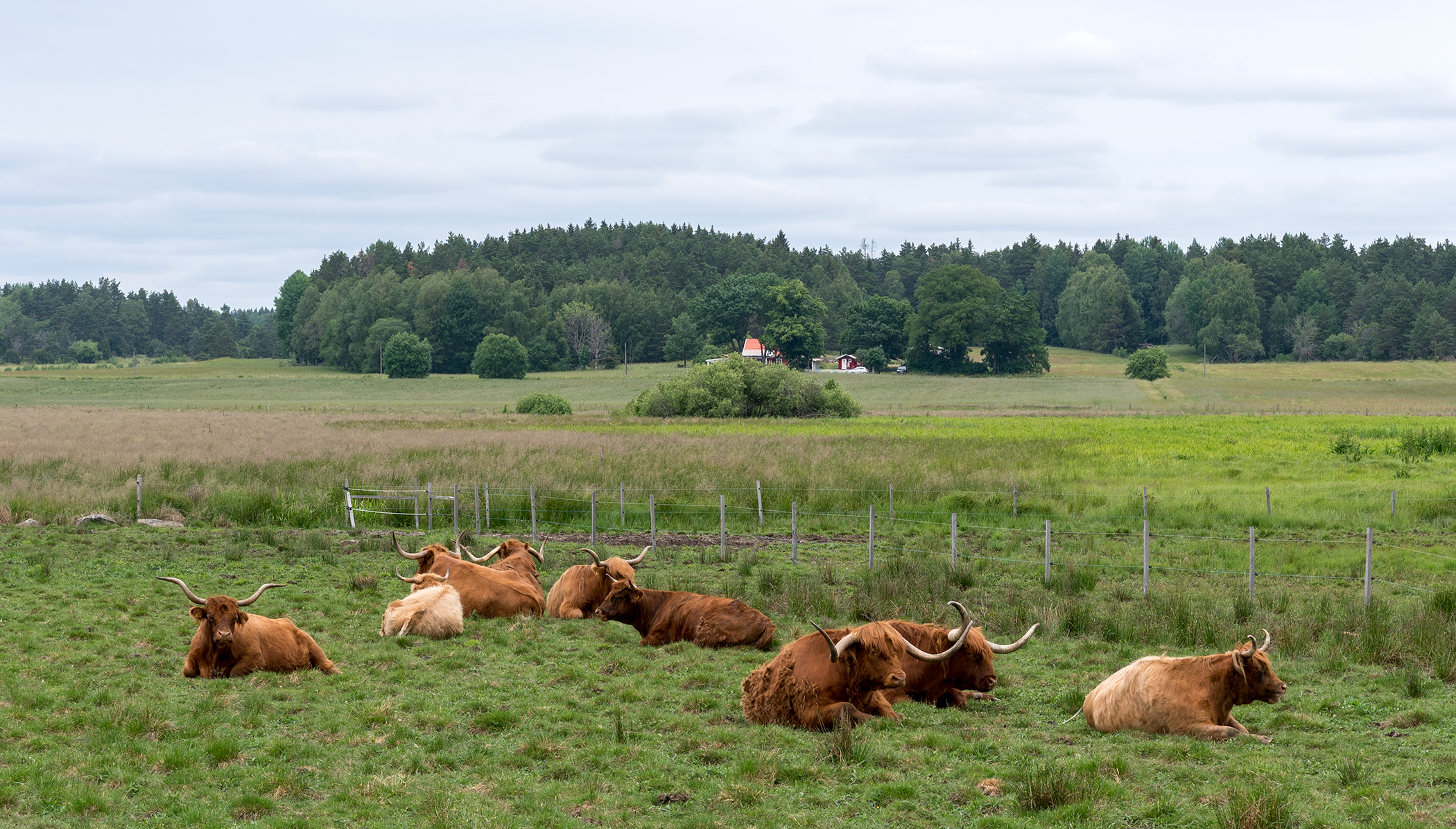
Highland cattle håller strandängarna öppna.
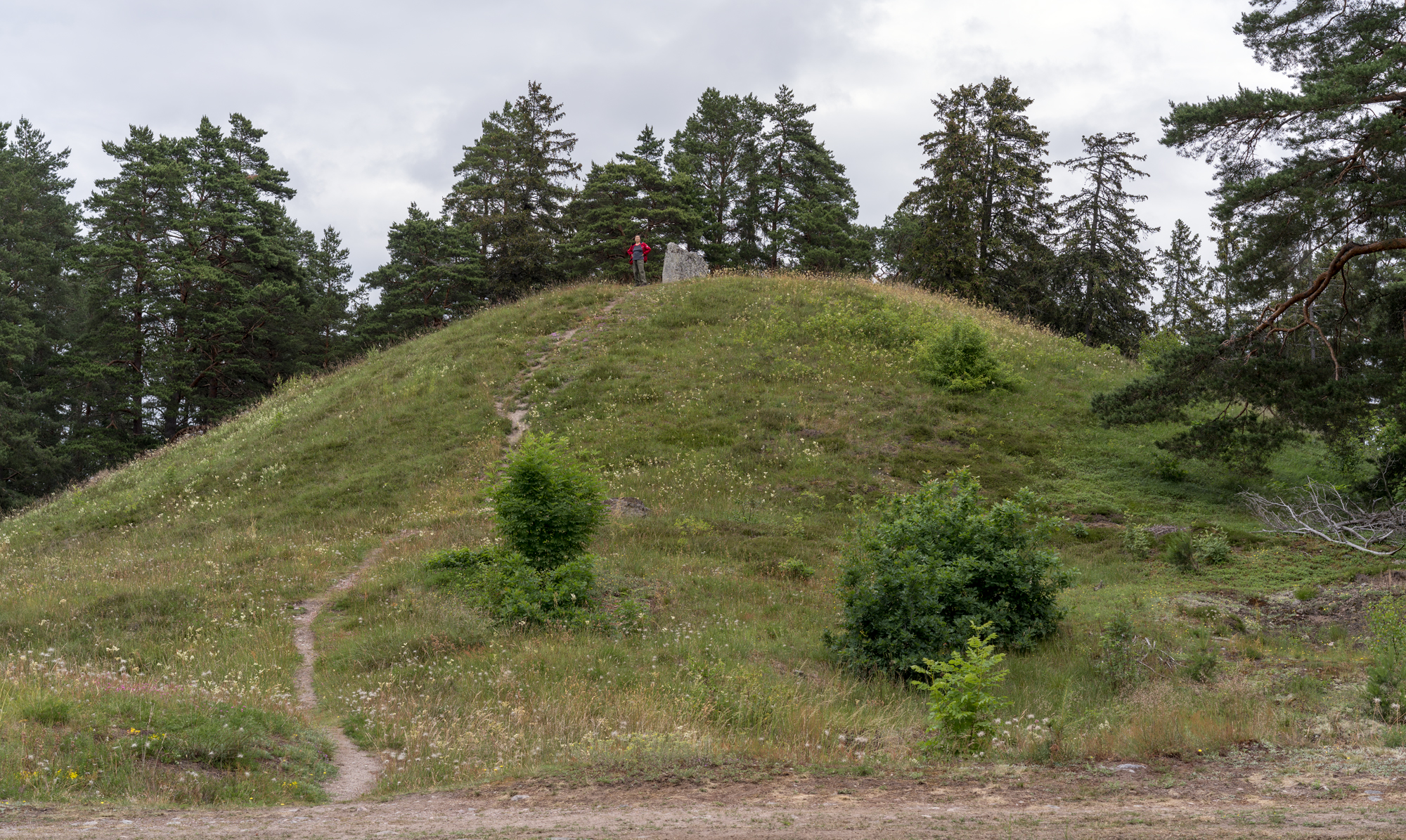
Nordians hög.
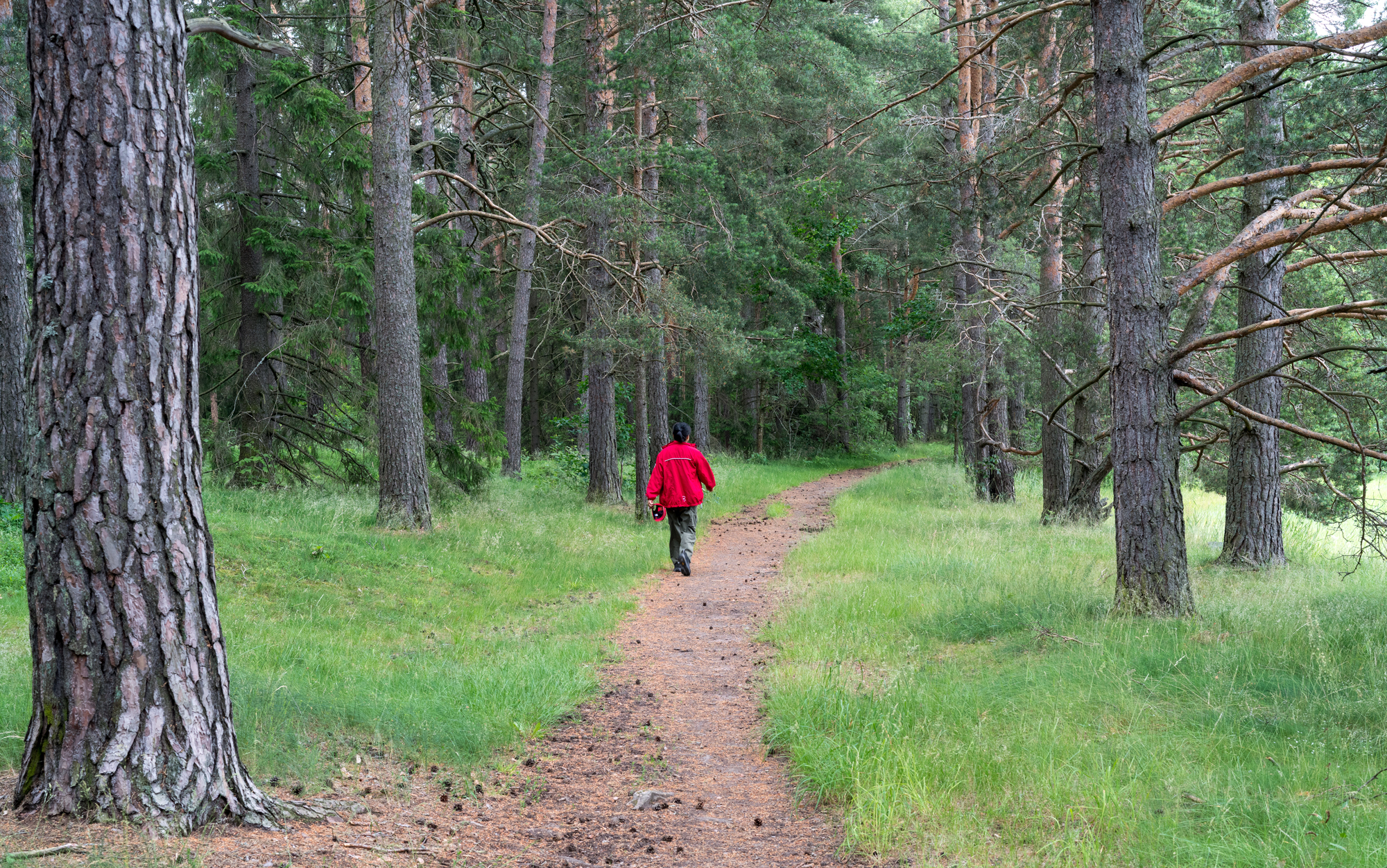
Gammal stig på Stockholmsåsen.